# Yacine Sene
Yacine Sene, née le 18 mars 1982 à Orléans d'un père sénégalais et d'une mère alsacienne, est une joueuse française de basket-ball évoluant au poste d'ailière.

## Biographie
Elle est issue d'une famille de sportifs : son père est un ancien international sénégalais de basket et son frère Guillaume a évolué comme basketteur professionnel jusqu'en 2015. Elle commence sa carrière de basketteuse professionnelle à Bourges de 1999 à 2002. Internationale cadettes puis espoirs, elle remporte l’Euroligue en 2001, est sacrée championne de France en 2000 et remporte le Tournoi de la Fédération en 2000 et 2001. Elle cherche plus de temps de jeu à Reims avant d'évoluer à Aix-en-Provence (2004-2005 et 2006-2009), Clermont-Ferrand (2005-2006) et Mondeville (2009-2011). Internationale française aux 25 sélections, elle termine sa carrière dans les Ardennes de 2011 à 2015.
Elle a apprécié jouer avec Kristen Sharp, Emmeline Ndongue et Aurélie Bonnan.
En parallèle de sa carrière de basketteuse, Yacine a obtenu un Master 2 en Droit en 2010. Depuis, elle a fait du bénévolat juridique dans les associations d'aide aux demandeurs d'asile, à l'Association de soutien aux travailleurs immigrés de Caen, puis à la Cimade des Ardennes. Elle met un terme à sa carrière sportive en avril 2015 et tente le concours d'entrée en école d'avocat.
Elle obtient le concours d'attaché territorial en 2021, après des expériences professionnelles d'assistante de justice, de mandataire judiciaire, de juriste et de chargée de mission sur le sport et l'action sociale de proximité.
En dehors du basket qu'elle a continué à pratiquer en loisirs jusqu'en 2020, elle aime pratiquer l'escalade, le yoga et la course à pied. Elle apprécie le cinéma, la lecture, les concerts et les activités culturelles (expositions, théâtre...).
Elle travaille en tant que directrice de services sociaux et sportifs au Conseil départemental des Ardennes.
Fortement impliquée dans le vie locale, elle a été adjointe aux sports et à la vie associative de la ville de Charleville-Mézières de 2020 à 2023.

## Carrière
- 1999 - 2002 :  Bourges Basket (LFB)
- 2002 - 2003 :  Saint-Jacques Sport Reims (LFB)
- 2003 - 2004 :  Saint-Jacques Sport Reims (NF1)
- 2004 - 2005 :  Pays d'Aix Basket 13 (LFB)
- 2005 - 2006 :  Stade Clermontois Auvergne Basket 63 (LFB)
- 2006 - 2009 :  Pays d'Aix Basket 13 (LFB)
- 2009 - 2011 :  USO Mondeville (LFB)
- 2011 - 2015 :  Flammes Carolo basket (LFB)

## Palmarès
- Vainqueur de l'Euroligue : 2001
- Championne de France : 2000
- Vainqueur du Tournoi de la fédération : 2000, 2001
- Euro Espoirs en 2002
- Championne de France Espoirs en 1998, 1999 et 2000
- Championne de France UNSS en 1998